# (10946) 1999 HR2
(10946) 1999 HR2 là một tiểu hành tinh vành đai chính, có đường kính khoảng 16,01 kilômét (9,95 mi). Nó được phát hiện bởi Chương trình tiểu hành tinh Bắc Kinh Schmidt CCD ở trạm Xinglong ở tỉnh Hồ Bắc, Trung Quốc ngày 16 tháng 4 năm 1999.